# Loxoblemmus vividus
Loxoblemmus vividus är en insektsart som först beskrevs av Sjostedt 1900.  Loxoblemmus vividus ingår i släktet Loxoblemmus och familjen syrsor. Inga underarter finns listade i Catalogue of Life.